# Dasypolia afghana
Dasypolia afghana là một loài bướm đêm trong họ Noctuidae.